# Trichotosia conifera
Trichotosia conifera là một loài thực vật có hoa trong họ Lan. Loài này được (J.J.Sm.) J.J.Wood miêu tả khoa học đầu tiên năm 1994.